# جعفر الخليلي
جعفر الخليلي (1904 - 2 فبراير 1985) أديب وصحفي عراقي ولد بمدينة النجف. اصدر جريدة الراعي عام 1932 وكانت تلك بداية اصداراته ثم جريدة الهاتف الأسبوعية الأدبية في عام 1935 واستمرت بالصدور حتى عام 1954. توفي في دبي في 2 فبراير 1985.
اشتهر الخليلي بالصحافة والادب والشعر والنقد والتاريخ ولكنه تميز بالقصة القصيرة التي يعد رائدها الأول في العراق وكما طرحه المستشرق الأمريكي جون توماس هامل في جامعة مشيغان عام 1972م في اطروحة للدكتوراه (جعفر الخليلي والقصة العراقية الحديثة).

## حياته
ولد جعفر الخليلي عام 1904 في مدينة النجف ونشأ بها، عين معلماً في مدرسة «الحلة» الإبتدائية وتنقل في التعليم من مدرسة لأخرى حتّى استقال ليتفرغ للصحافة، صدر جريدة «الفجر الصادق» في النجف تلاها جريدة (الراعي) العام 1932 وكانت تلك بواكير اصداراته ثم كانت مجلة الهاتف الأسبوعية الأدبية في العام 1935 والتي بدورها لم تكن دار إصدار مجلة فحسب بل كانت بمثابة نادي ثقافي وفكري ارتادته النخبة من اعلام العراق وخارج العراق واستمرت بالصدور إلى العام 1954.
يعتبر الكثير من المهتمين بشؤون الثقافة والفكر والادب وكتاب السيرة الخليلي ذو نمط متميز في الكتابة والقصة وبلغ القمة في تصويره لشخصيات الاعلام والعظماء والمتميزين في كل المجالات.

## وفاته

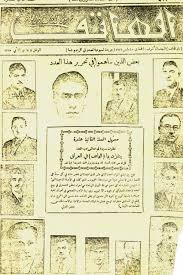

توفي عام 1985 عن واحد وثمانين عاما في الإمارات العربية المتحدة في دبي ودفن فيها.

## أعماله الأدبية
له مجموعة قصصية منة قصة (في قرى الجن)، من أهم مؤلفاته واصدارته:
- موسوعة العتبات المقدسة.
- هكذا عرفتهم
- كنت معهم في السجن (القصة التي اثارت جدلا واسعا واصبحت مادة مهمة في علم الاجتماع)
- القصة العراقية قديما وحديثا (يروي فيها تاريخ القصة ويثبت عراقة القصة على مستوى العالم)

- العرب واليهود في التاريخ للكاتب الكبير المهندس احمد سوسة وقد طلبت الحكومة العراقية في السبعينات من الخليلي تلخيص الكتاب لاعداده كمادة دراسية لطلبة المتوسطة فكان العنوان (الملخص لكتاب العرب واليهود في التاريخ) ولكن الحكومة تخلت عن رايها لاسباب مجهولة
- يوميات (صور مختلفة عن الحياة العامة).
- الضائع (قصة)
- عندما كنت قاضياً (حيث استعرض مقتضب للأحوال الشخصية العراقية من زواج وطلاق ومواريث واوقاف).
- من فوق الرابية (مجموعة قصص قصيرة متنوعة)
- تسواهن.
- على هامش الثورة العراقية (حقائق لم يسبق نشرها).
- اولاد الخليلي (مجموعة قصص).
- مجمع المتناقضات (قصص موضوعة ومترجمة)
- اعترافات (مجموعة قصص).
- مقدمة في تاريخ القصة العراقية.
- هؤلاء الناس.
- جغرافية البلاد العربية (للدراسة المتوسطة)
- آل فتله كما عرفتهم.
- نفحات من خمائل الأدب الفارسي
- حديث القوة (مجموعة قصص)
- ما أخذ الشعر العربي من الفارسية والشعر الفارسي من العربية
- جريدة الراعي.
- جريدة الهاتف.